# Pouzzoles
Ne pas confondre avec la commune languedocienne de Pouzolles
Pouzzoles (en italien : Pozzuoli) est une ville située en bord de mer, immédiatement à l'ouest de Naples en Campanie (Italie), connue dès l'Antiquité, et ses environs sont caractérisés par une grande activité volcanique. De son port à l'extrémité nord du golfe de Naples partent les bateaux pour les îles d'Ischia et Procida. Pouzzoles compte aujourd'hui environ 80 250 habitants.

## Toponymie
Le nom latin de Pouzzoles est Puteoli (parfois traduit par « Putéoles » en français), qui signifie puits. Les « puits » d’eau volcanique (les eaux de Pouzzoles) sont réputées depuis l’Antiquité notamment pour vaincre la stérilité.
Une autre explication veut que le nom de la ville vienne de l'italien puzzola qui signifie « putois » à cause des émanations de soufre. Celles-ci étaient censées guérir de l'asthme et des maladies respiratoires.

## Histoire
En 531 av. J.-C., des colons de l'île de Samos en Mer Égée alliés à des habitants de Cumes (à l'ouest de Naples) fondent Dikaiarkheia (Dicearchia, Dicéarchie autrement dit « la Cité » du « commandement par la Justice »), à l'origine de la ville de Puteoli. Elle sert alors de port commercial à la colonie grecque de Cumes, en Campanie.
Pouzzoles devint une colonie romaine en 194 av. J.-C. La ville était dotée d’un excellent port, avec une série de bassins communicants (comparables à une écluse). Une jetée, à partir du IIe siècle av. J.-C., le protégea des vents du Sud. Il fut un important lieu de trafic commercial et de voyageurs, puisque jusqu'au IIe siècle il accueillit les marchandises à destination de Rome, les redistribuant à des navires de cabotage à destination d'Ostie puis de la Ville. Les vestiges du port antique sont disséminés dans la cité moderne.
Sur les hauteurs se dresse l'amphithéâtre flavien, le troisième plus important d'Italie. Bâti au Ier siècle sous le règne de l'empereur Vespasien, il pouvait accueillir 40 000 spectateurs. Une partie des gradins et des souterrains se visitent. En revanche, le promeneur doit se contenter d'admirer depuis un belvédère l'antique marché aux comestibles (macellum), improprement appelé « temple de Sérapis ».
Sylla décède en cette ville en -78.
Emmené comme prisonnier à Rome (après son naufrage à Malte), Saint Paul y débarque vers l'an 61. Il y est reçu par une petite communauté chrétienne (Actes 28:13-14).
Au XIIIe siècle paraît Les Bains de Pouzzoles, traité de balnéothérapie enluminé de Pierre d'Eboli, sous la forme d'un poème.
Au XVIIe siècle, l'évêque de la ville fait construire une cathédrale en utilisant la structure du temple d'Auguste.

## Volcanisme
Le volcanisme a produit la pouzzolane, granulat de scories volcaniques entrant dans la composition du mortier romain.
La ville a subi entre 1982 et 1984 un bradyséisme qui obligea à évacuer la vieille ville en 1983 ; le sol se souleva de 1,87 m en trois ans. Ce phénomène révéla de nombreux vestiges antiques. Le phénomène est dû à une poche magmatique située sous la ville. Le niveau du sol est ensuite redescendu, avant que l'élévation du sol ne reprenne à partir de 2005.
Le volcanisme est également à l'origine des champs Phlégréens situés aux alentours.
La topographie volcanique pose un problème aux infrastructures de la ville, construites notamment dans les années 1950 avant l'entrée en vigueur des normes antisismiques dans le pays. Les bâtiments n'ont pas été conçus pour résister à la déformation du sol causée par le phénomène de bradyséisme.

## Administration
| Période                                  | Période          | Identité                                      | Étiquette | Qualité                   |
| ---------------------------------------- | ---------------- | --------------------------------------------- | --------- | ------------------------- |
| Les données manquantes sont à compléter. |                  |                                               |           |                           |
| 28 mai 2001                              | 23 décembre 2005 | Vincenzo Figliolia                            | L'Olivier |                           |
| 23 décembre 2005                         | avril 2008       | Pasquale Basso Maria Fornaro Vincenzo Madonna |           | Commission extraordinaire |
| avril 2008                               | mai 2010         | Pasquale Giacobbe                             | PdL       |                           |
| mai 2010                                 | juin 2011        | Roberto Aragno                                |           |                           |
| juin 2011                                | novembre 2011    | Agostino Magliulo                             | PdL       |                           |
| novembre 2011                            | mai 2012         | Ugo Mastrolitto                               |           |                           |
| mai 2012                                 | juin 2022        | Vincenzo Figliolia                            | PD        |                           |
| juillet 2022                             | En cours         | Luigi Manzoni                                 | PD        |                           |

### Frazione
Les hameaux principaux sont Arco Felice, Campana Annunziata, Licola Centro, Licola Lido, Lucrino, Montenuovo, Monterusciello, Pisciarelli, Toiano.

### Communes limitrophes
Bacoli, Giugliano in Campania, Naples, Quarto.

### Évolution démographique
Habitants recensés

## Jumelages
- Yalta (Crimée), depuis 1974 ;
- Ágios Dimítrios (Grèce), depuis 1986 ;
- Szczecin (Pologne), depuis 1993 ;
- Tarragone (Espagne), depuis 2003 ;
- Abruzzes (Abruzzes), depuis 2001.

## Personnalités
- Selon la légende, les saints Sosie, Janvier et Procule subirent le martyre et furent décapités au forum proche du volcan de Pouzzoles ;
- Guillaume III des Porcellets, gouverneur de Pouzzoles au XIIIe siècle ;
- Leonardus Vairus, évêque de Pouzzoles au XVIe siècle ;
- Jean-Baptiste Pergolèse, musicien décédé à Pouzzoles en 1736 ;
- Tiron, secrétaire de Cicéron, décédé à Pouzzoles en 4 av. J.-C. ;
- Gennaro Cannavacciuolo (1962-2022), acteur italien né à Pouzzoles.

## Galerie de photos

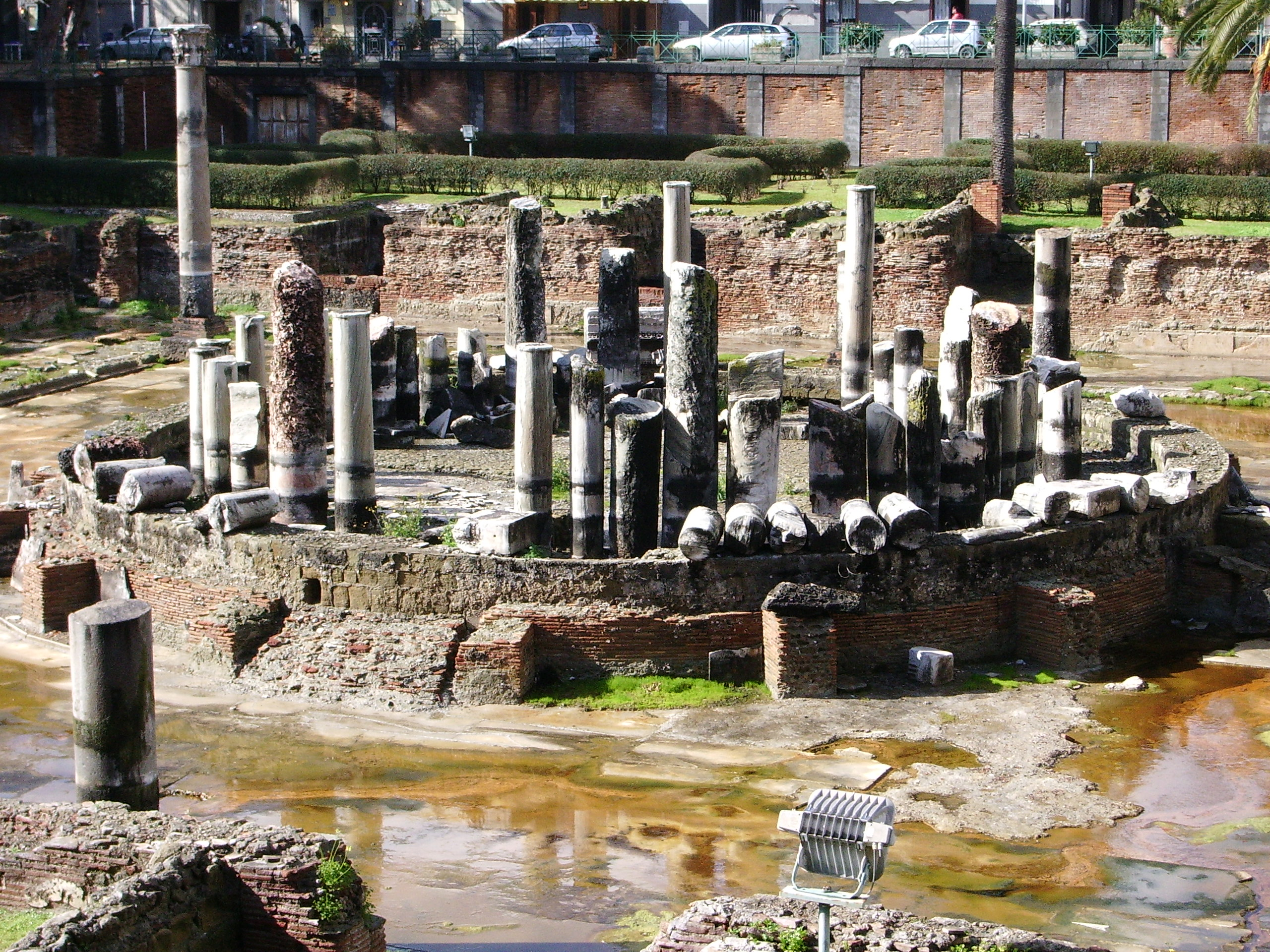
Le temple de Sérapis : en réalité le marché de Pouzzoles.
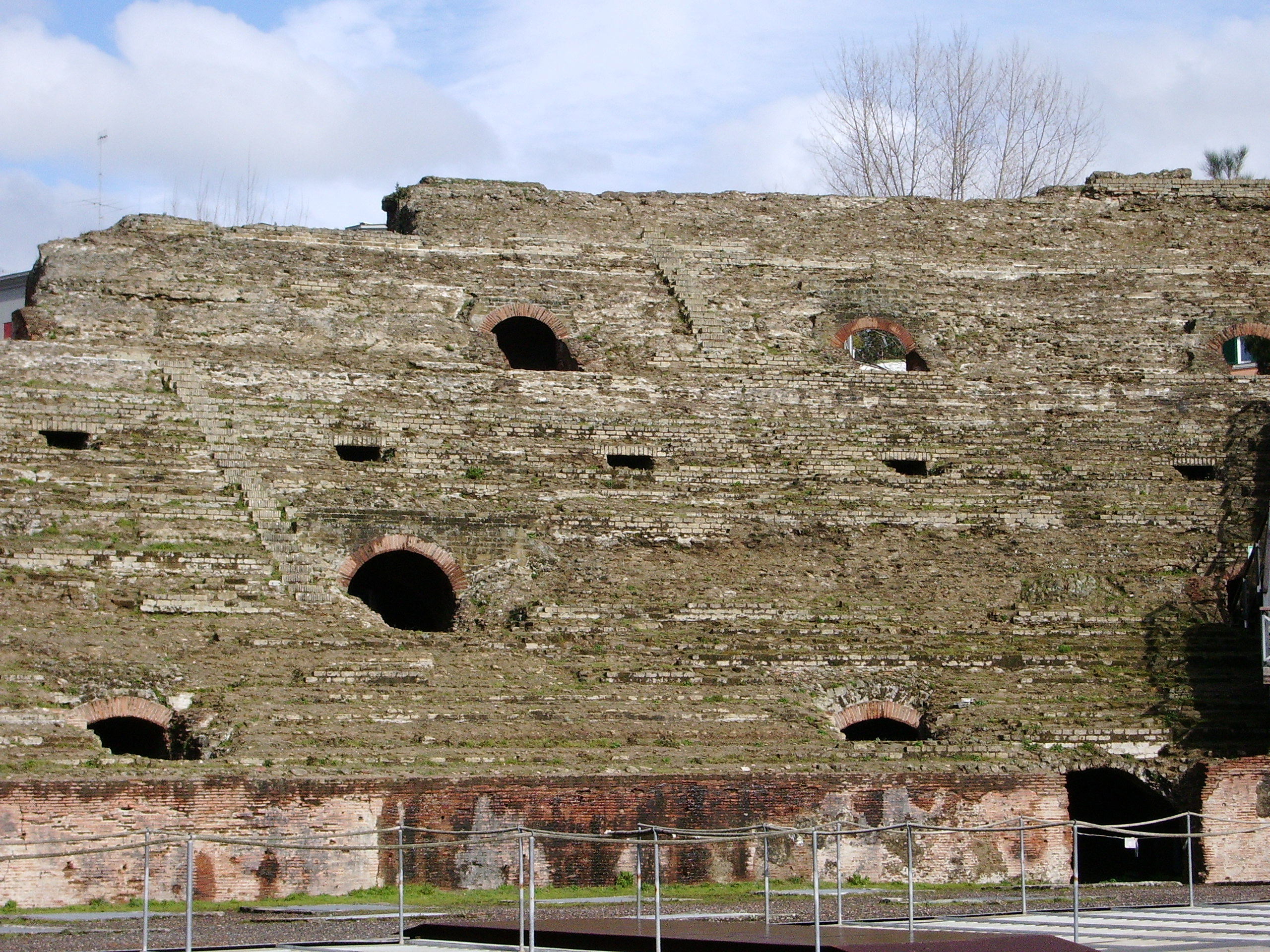
Les gradins de l'amphithéâtre Flavien.
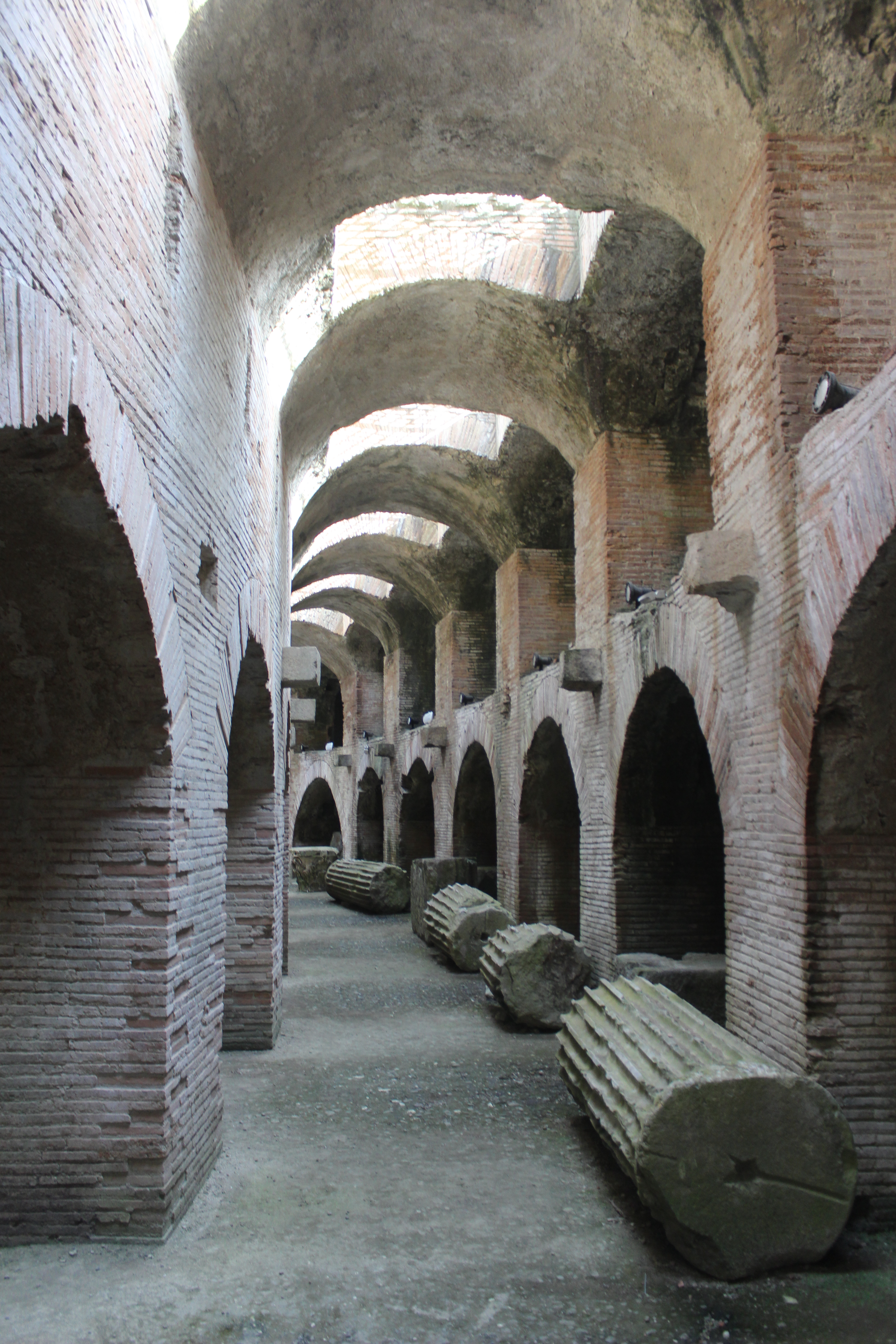
Amphithéâtre sous-terrain.
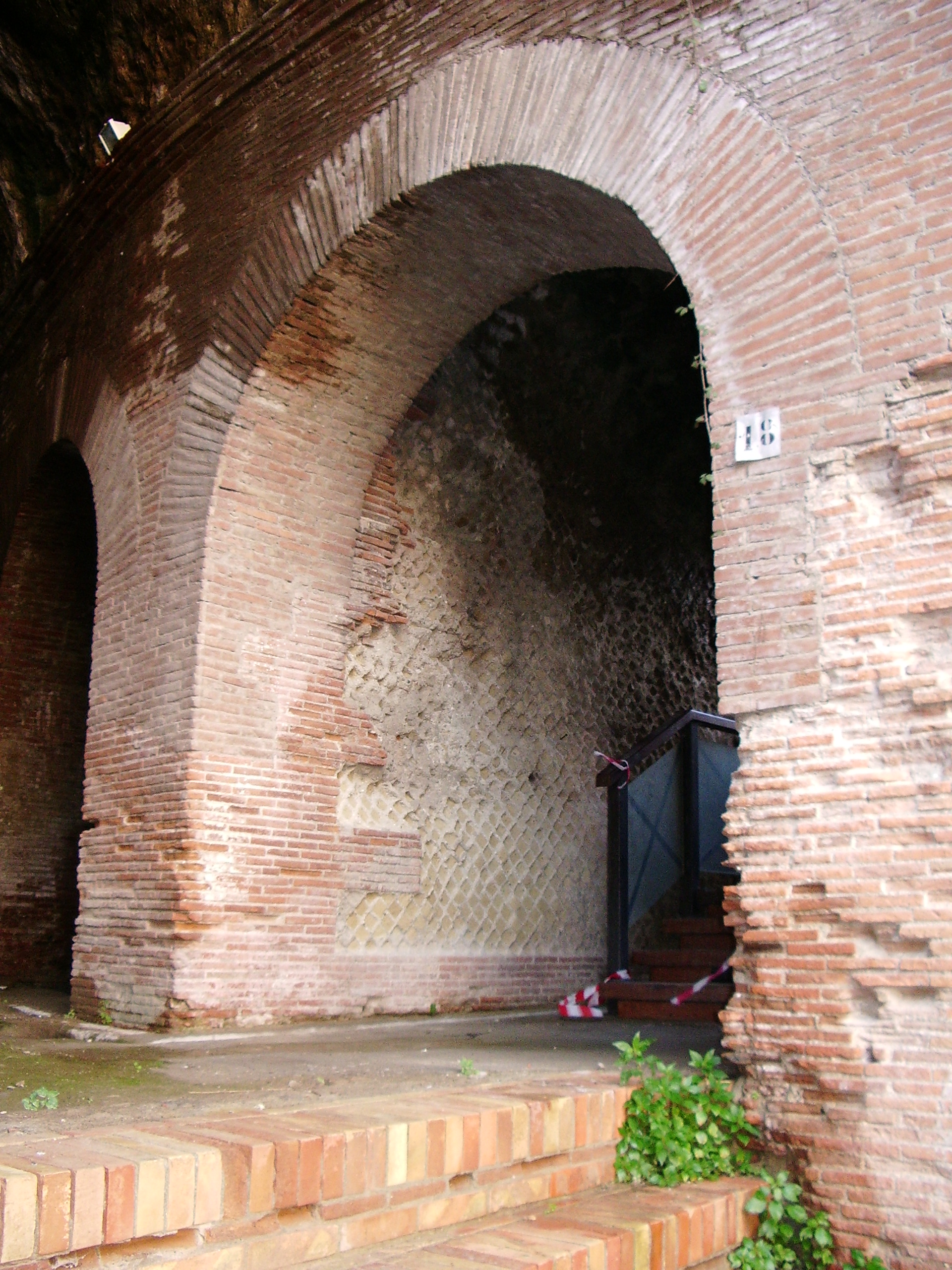
Arcade de l'amphi- théâtre Flavien.
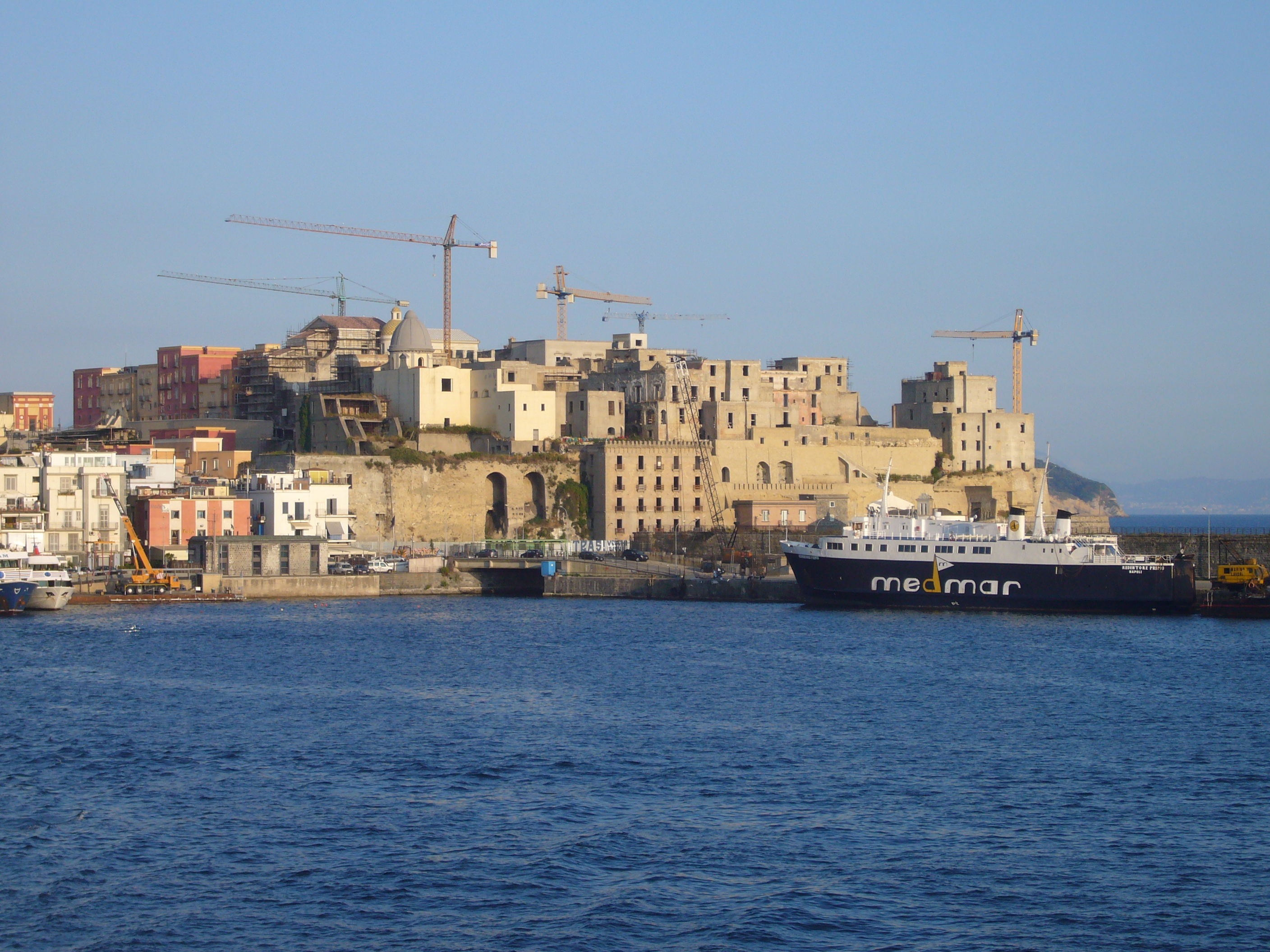
Le port.
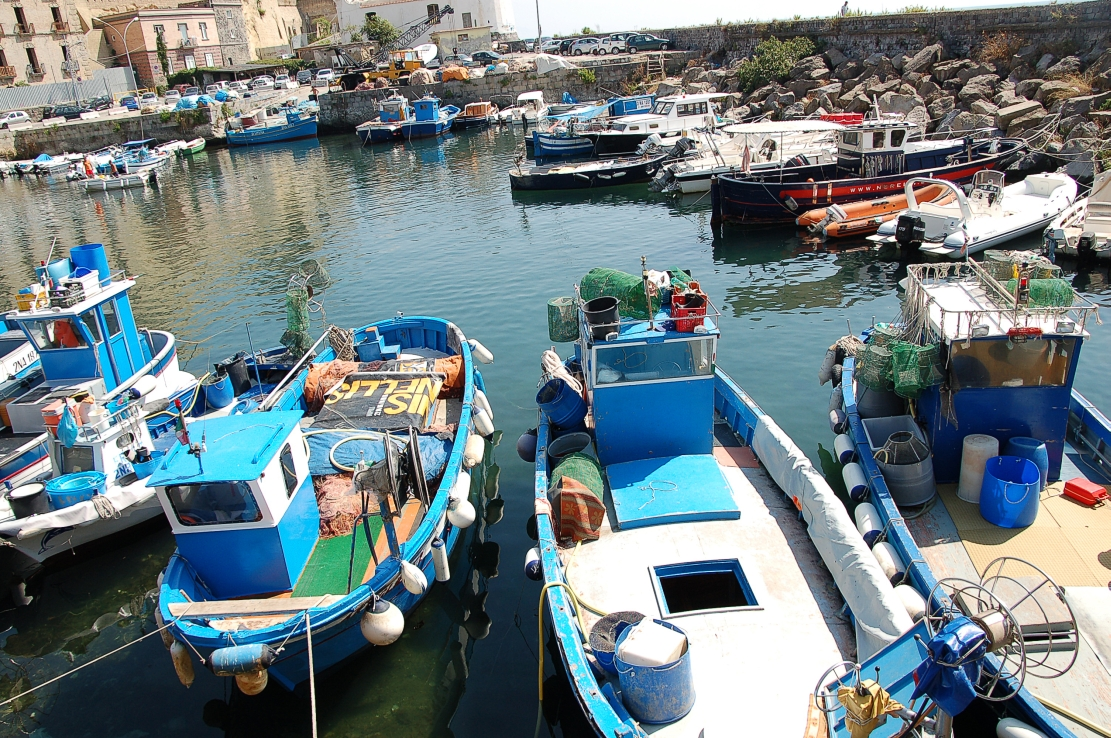
Bateaux de pêche à Pozzuoli.
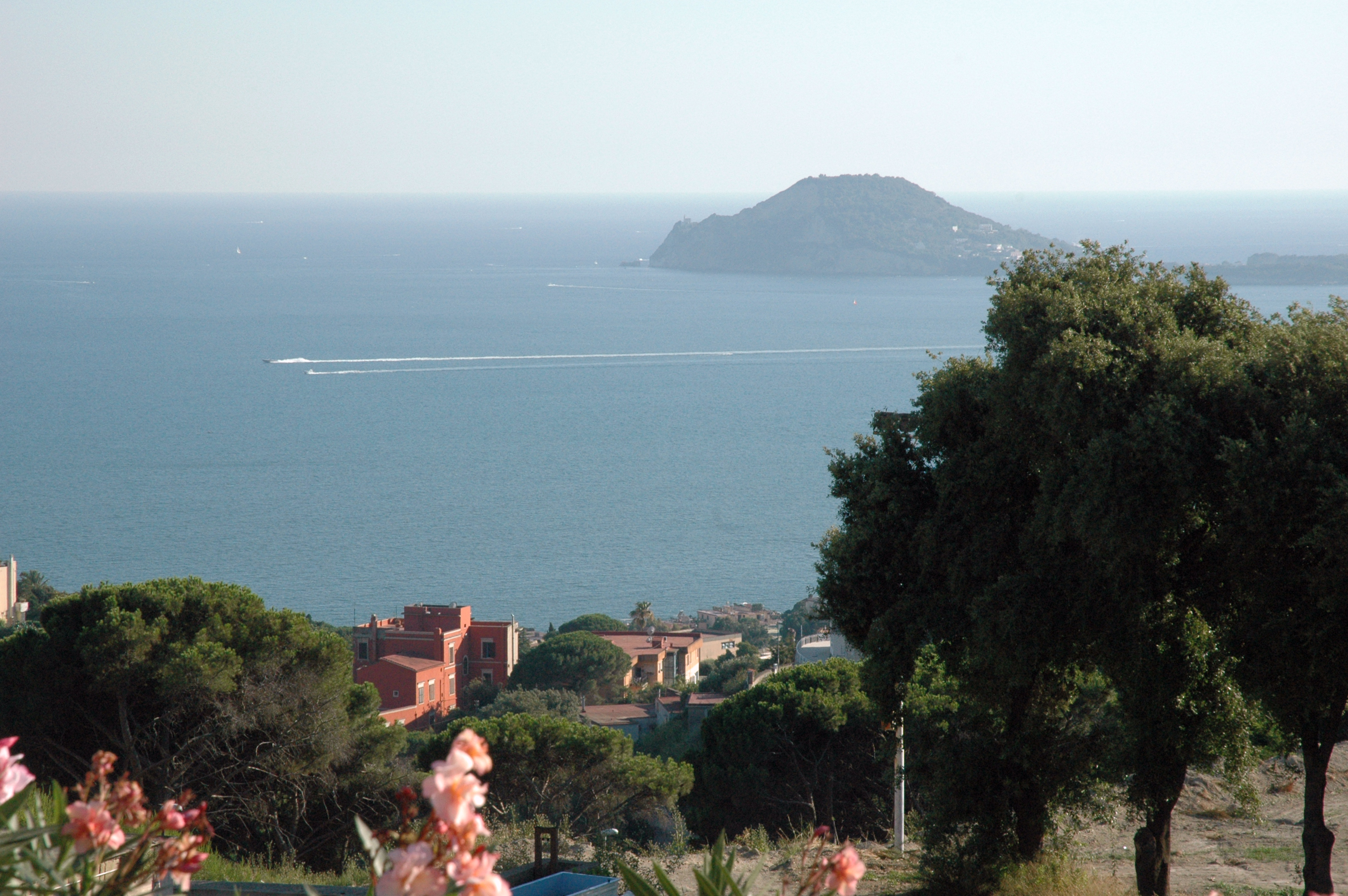
Vue du Cap Miseno depuis les collines de Pozzuoli.